# Аккад, Малек
Малек Аккад (араб. مصطفى العقاد‎; род. 7 февраля 1969, Лос-Анжелес, Калифорния, США) — американский кинопродюсер и режиссёр сирийского происхождения. Сын известного продюсера и режиссёра Мустафы Аккада. Малек продолжил дело отца, выступив в роли продюсера фильмов «Хэллоуин». Также Аккад срежиссировал фильм «Свободное падение».

## Биография
Выпускник Южно-Калифорнийской киношколы Малек Аккад начал свою карьеру в качестве продюсера. Первыми совместными со отцом работами стали фильмы «Встреча со страхом» (1985) и «Хэллоуин 4: Возвращение Майкла Майерса» (1988). После его смерти Малек взял на себя семейный бизнес и возглавил Trancas International Films.

## Фильмография

### Продюсирование
| Год  | Фильм                                | Роль     | Роль      | Роль     |
| Год  | Фильм                                | Режиссёр | Сценарист | Продюсер |
| ---- | ------------------------------------ | -------- | --------- | -------- |
| 1995 | Хэллоуин 6: Проклятие Майкла Майерса |          |           | Да       |
| 1996 | Walking After Midnight               |          |           |          |
| 1998 | Хэллоуин: 20 лет спустя              |          |           | Да       |
| 2002 | Хэллоуин: Воскрешение                |          |           | Да       |
| 2002 | Psychic Murders                      | Да       |           | Да       |
| 2006 | Хэллоуин: 25 лет террора             |          |           | Да       |
| 2006 | Halloween: The Shape of Horror       |          |           | Да       |
| 2007 | Хэллоуин 2007                        |          |           | Да       |
| 2007 | Сделано в Бруклине                   |          |           | Да       |
| 2009 | Хэллоуин 2                           |          |           | Да       |
| 2010 | Жестокий вид                         |          |           | Да       |
| 2010 | Свободное падение                    | Да       |           | Да       |
| 2017 | Ненависть                            |          |           | Да       |
| 2018 | Хэллоуин                             |          |           | Да       |
| 2021 | Хэллоуин убивает                     |          |           | Да       |
| 2022 | Хэллоуин заканчивается               |          |           | Да       |

### Документальное кино
Также Малек Аккад сыграл в роли самого себя в документальном фильме «На куски: Рассвет и закат слэшеров» и в двух короткометражках: «Halloween: The Shape of Horror», «Halloween H20: Blood Is Thicker Than Water — The Making of Halloween H20».